# Dalis Car
Dalis Car foi uma banda britânica, formada em Londres, em 1984, por Peter Murphy (vocais), Mick Karn (baixo, teclado, guitarra, saxofone) e Paul Vincent Lawford (percussão). A banda foi criada após a saída de Murphy e Karn das suas respectivas bandas, Bauhaus e Japan. Apenas gravaram um álbum na década de 1980, The Waking Hour. Uma música do trio, "The Judgement Is the Mirror", foi lançada como single e atingiu a posição #66 no Reino Unido. 
O álbum, de composições à base de teclado e baixo, foi um fracasso comercial e financeiro. Previsto para custar 20.000 libras, ascendeu ao dobro. A sua gravação foi efectuada em circunstâncias peculiares, dado que, tanto Murphy como Karn, poucas vezes se encontraram antes de entrarem em estúdio, preferindo trabalhar separadamente; o resultado foi um choque de personalidades e o fim da banda.
Em agosto de 2010, Peter Murphy anunciou, em seu Twitter, que ele e Mick Karn estavam planejando gravar, em setembro do mesmo ano, o segundo álbum do Dalis Car. O projeto foi interrompido, no entanto, quando Karn foi diagnosticado com cancro. Ele morreu em 4 de janeiro de 2011, terminando, assim, a continuidade da dupla. As cinco faixas que sobraram, finalizadas, foram liberadas em 5 de abril de 2012 como um EP, intitulado InGladAloneness. Neste disco, Paul Vincent Lawford tocou congas. A gravadora japonesa 51Records também lança uma edição do mesmo EP, com um encarte luxuoso, de acordo com a página oficial de Mick Karn.

## Discografia

### Álbum
- The Waking Hour (1984) - Paradox Records

1. "Dalis Car" - 5:12
2. "His Box" - 4:43
3. "Cornwall Stone" - 5:19
4. "Artemis" - 4:38
5. "Create and Melt" - 5:37
6. "Moonlife" - 4:57
7. "The Judgement Is the Mirror" - 4:32

### EP
- InGladAloneness (2012) - MK (selo de Mick Karn) / 51Records (Japão)

1. "King Cloud" - 5:01
2. "Sound Cloud" - 4:25
3. "Artemis Rise" - 4:52
4. "Subhanallah" - 2:16
5. "If You Go Away" - 2:51

### Single
- 12": "The Judgement Is the Mirror" - 4:32 / "High Places" - 3:30 / "Lifelong Moment" - 4:08 (1984) - Paradox Records
- 7": "The Judgement Is the Mirror" - 4:32 / "High Places" - 3:30 (1984) - Paradox Records